# Я буду танцевать
«Я буду танцевать!» (азерб. Mən rəqs edəcəyəm), известен также под названием «Труд и розы» (азерб. Əmək va qızılgül) — музыкальный фильм, посвященный жизни и творчеству народного артиста СССР Махмуда Эсамбаева. Фильм снят в 1962 году киностудией «Азербайджанфильм» режиссёром Тофиком Тагизаде. В основу фильма лег очерк Идриса Базоркина «Труд и розы». Автор сценария - Идрис Базоркин. 

## Сюжет
Выходец из чеченской семьи, Махмуд Ишхоев (играет Махмуд Эсамбаев) с юных лет любит танцевать, однако его отец (играет Владимир Тхапсаев) против того, чтобы сын плясал. Он говорит, что «чеченцам нужен врач, нужен инженер, шут не нужен». Из-за этого и все проблемы в семье. Друг, с которым отец Махмуда заключил соглашение, отказывается выдать свою дочь замуж за Махмуда, назвав его бесчестным.
Но Махмуд не сдаётся, продолжает танцевать и вскоре становится Народным артистом Республики. На традиционном празднике он великолепно исполняет старинный чеченский танец. К концу фильма Махмуд мирится с отцом.
У Махмуда с отцом взаимоотношения с самого начала были не очень. Отец был против танцев категорически. Махмуд даже фамилию взял умершей во время депортации матери, а не отца, фамилия отца Ишхоев.

## Актёры
- Махмуд Эсамбаев — Махмуд Ишхоев
- Владимир Тхапсаев — отец Ишхоева
- Минавар Келентерли — Сона
- Рамиз Азизбейли — Шапи
- Лейла Абашидзе — Догмара
- Ольга Жизнева — Вера Павловна
- Окюма Курбанова
- Адиль Искендеров
- Талят Рахманов — администратор
- Сона Асланова
- Гюндуз Аббасов
- Мустафа Марданов — почтальон
- Константин Барташевич — Павлов
- Алекпер Гусейн-заде
- Альви Дениев — Абдулла